# Гиомар V (виконт Леона)
Гиомар V (фр. Guyomar V, брет. Gwioñvarc'h V) — виконт Леона.

## Биография
Вероятно, Гиомар происходил из дома де Леон. Он упоминается более, чем через 50 лет после захвата виконтства герцогами Бретани. В мае 1231 года упоминается некий Гиомар де Леон, принесший оммаж королю Франции Людовику IX.
О браке или потомстве Гиомара ничего неизвестно. Вероятно, его преемником был виконт Эрве III (IV).